# I. Gotarzész pártus király
I. Gotarzész (pártus nyelven 𐭂𐭅𐭕𐭓𐭆 Gōdarz) a Pártus Birodalom királya i. e. 91-től i. e. 87-ig vagy 80-ig.

## Származása
A ránk maradt pénzérmék, domborművek és a babiloni csillagászati naptárak tanúsága szerint Gotarzész Nagy (II.) Mithridatész fia és örököse volt. Neve a középiráni Gōdarz görögösített változata, mely az óiráni Gau-tarza (szó szerint "ökörzúzó") névből ered. Apja őt szemelte ki utódjának és bevonta őt a birodalom kormányzásába: egy erősen erodált szikladomborművön Mithridatész mellett mint a "szatrapák szatrapája" szerepel.

## Uralkodása

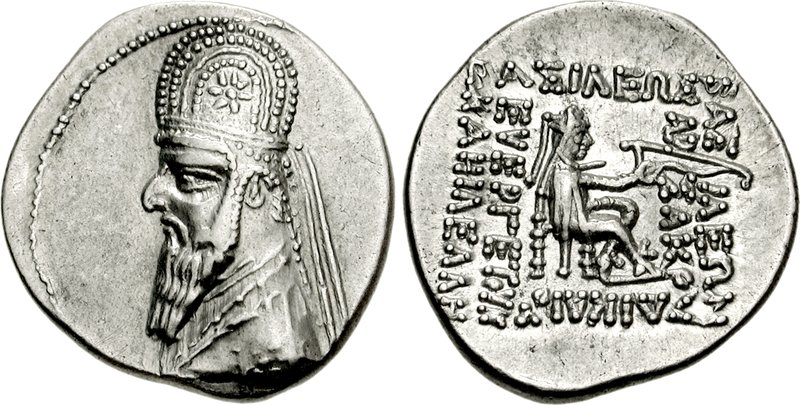
I. Gotarzész pénze

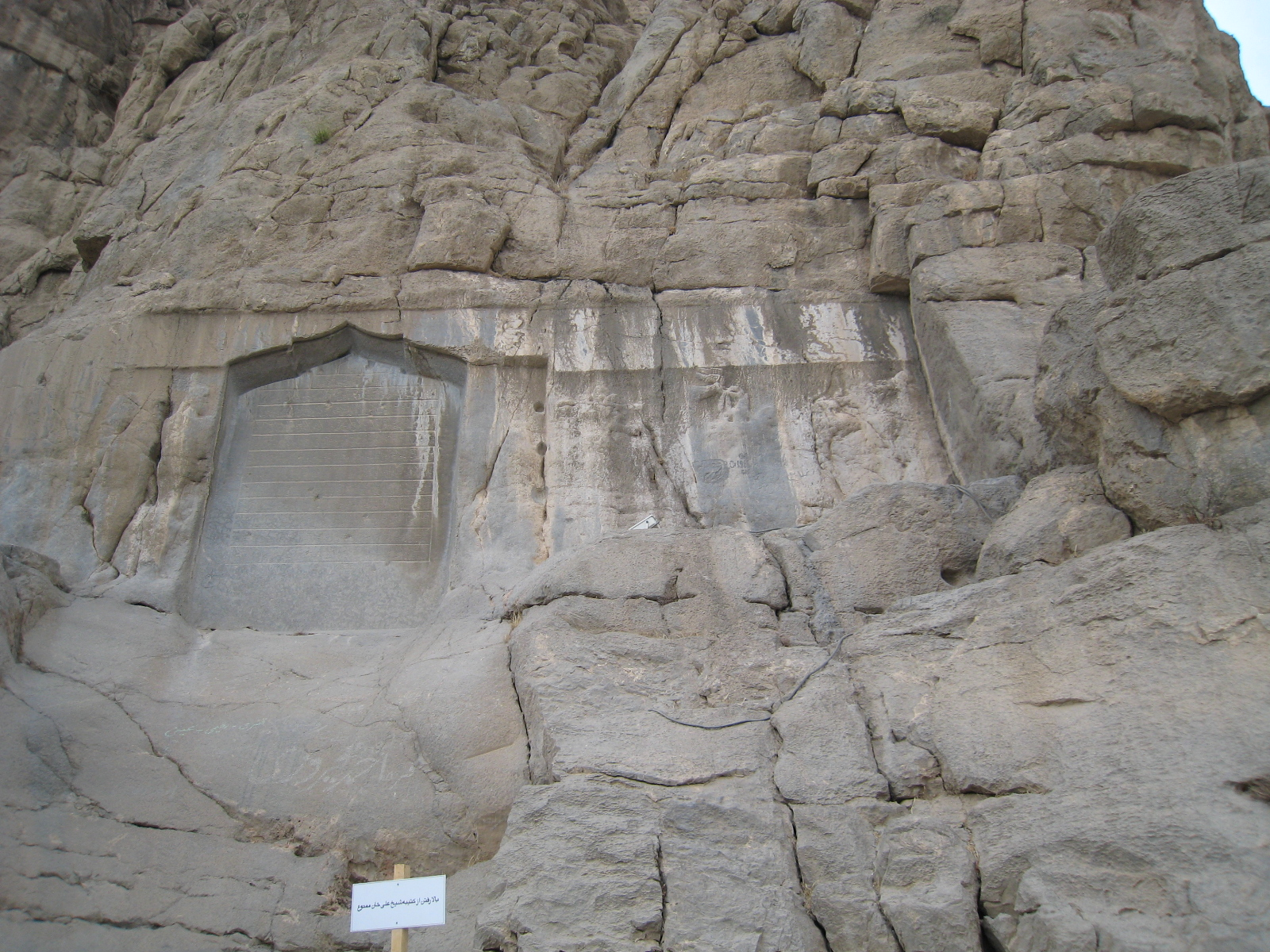
Erősen lepusztult nyugat-iráni szikladombormű Goatarzész és apja, Mithridatész alakjával

Mithridatész halálát követően Gotarzészt Babilonban kiáltották ki uralkodóvá. Ebből az alkalomból egy bizonyos Mitratut nevezett ki Babilon kormányzójává. Gotarzész abban is folytatta apja politikáját, hogy vazallusa, II. Tigranész örmény király támogatása révén terjesztette ki befolyását Szíriában és Kappadókiában. 87/86-ban vagy 83-ban Tigranész elfoglalta az összeroppanó Szeleukida Birodalomtól majdnem egész Szíriát és Kilikiát. Gotarzész több feleséget tartott, közülük négynek ismerjük a nevét: Ariazaté Tigranész lánya volt (és feltehetően fiának, I. Oródésznek az anyja), Asziabatar, valamint két nővér, Sziaké és Azaté.
Elsődleges címe a nagykirály volt, ezenkívül a többi pártus uralkodóhoz hasonlóan címként felvette a dianasztia alapítójának, I. Arszakésznek a nevét. Nem tudjuk biztosan, hogy használta-e a "királyok királya" rangot. I. Gotarzész és I. Oródész idejében a babiloni írástudók visszatértek a hagyományos ékíráshoz, amelyet még az Óperzsa Birodalom idején alkalmaztak; feltehetően az uralkodók ezzel is hangsúlyozni akarták a régi perzsa királyokhoz való hasonlóságukat. 
Gotarzész uralkodása a pártus történelem i. e. 91 - i. e. 57 közötti ún. "sötét korszakára" esik, amelyről csak kevés információ áll rendelkezésre. Halálának időpontját, illetve utódjának személyét illetően több hipotézist is felállítottak. Egyes kutatók szerint i. e. 87-ben halt meg és fia, I. Oródész követte, akit azonban hamarosan letaszított a trónról Gotarzész fivére, III. Mithridatész. Egy másik elképzelés szerint Mithridatész még Gotarzész életében lázadt fel, de 87-ben legyőzték, és Gotarzészt 80-ban követte fia, Oródész. Egy harmadik elmélet azt állítja, hogy III. Mithridatész nem is létezett, és hogy nem ő, hanem Gotarzész győzte le és fogta el i. e. 87-ben III. Démétriosz szeleukida királyt.

## Fordítás
- Ez a szócikk részben vagy egészben  a   Gotarzes I című angol Wikipédia-szócikk ezen változatának fordításán alapul.  Az eredeti cikk szerkesztőit annak laptörténete sorolja fel. Ez a jelzés csupán a megfogalmazás eredetét és a szerzői jogokat jelzi, nem szolgál a cikkben szereplő információk forrásmegjelöléseként.

| Előző uralkodó: II. Mithridatész | Pártus király I. e. 91 – I. e. 87/80 | Következő uralkodó: I. Oródész |